# Artur Boruc
Artur Boruc (Siedlce, 20. veljače 1980.) umirovljeni je poljski nogometni vratar.
Bio je poljski reprezentativac u juniorskoj reprezentaciji. U seniorskoj reprezentaciji ima 64 nastupa (do 21.12.2016). Visok je 193 cm i težak 88 kg.
Od 1999. godine igrao je za Legia Varšavu. U početku je bio rezerva, ali od 2001. goidine je igrao u prvom timu. 
Dao je jedan gol.
Od 2005. godine do 2010. godine igrao je za Celtic iz Glasgowa.
Poljski nogometni izbornik objavio je u svibnju 2016. popis za nastup na Europskom prvenstvu u Francuskoj, na kojem je se nalazio Boruc.

## Vanjske poveznice
|  | Zajednički poslužitelj ima još gradiva o temi Artur Boruc |